# 光速可變理論
光速可變理論認爲光速（以c表示）是時空的函數，因此不是確定的數值。在經典物理學中，真空中的光速是一個常數，在國際單位制中被定義為c=299792458米/秒。經典物理學中光速可變可以在某些情形下出現，比如一些已確立理論的等價公式中，再如大多數非主流的引力和宇宙學理論裏。著名的光速可變說包括愛因斯坦1911年的理論、羅伯特·迪克1957年的理論以及1980年代後期幾名研究者的理論。因爲這些理論與廣泛接受的學說相衝突，光速可變理論具很大爭議性。

## 愛因斯坦1911年的嘗試
愛因斯坦在1907年著手研究光速可變。他在1911年更深入的探討了這個觀點。在介質中，較短的波長{\displaystyle \lambda }因爲{\displaystyle c=\nu \lambda }而導致其傳播速度更慢。與此類似，愛因斯坦假設引力場中的時鐘更慢，其對應的頻率{\displaystyle \nu }受到引力勢能的影響（公式2，p.903）：
{\displaystyle \nu _{1}=\nu _{2}(1+{\frac {GM}{rc^{2}}})}.
愛因斯坦說：
|  | Aus dem soeben bewiesenen Satze, daß die Lichtgeschwindigkeit im Schwerefelde eine Funktion des Ortes ist, läßt sich leicht mittels des Huygensschen Prinzipes schließen, daß quer zum Schwerefeld sich fortpflanzende Lichtstrahlen eine Krümmung erfahren müssen.(因爲光速是位置的函數，從惠更斯原理可以推出沿和引力場垂直方向上前進的光線必然會發生偏轉。) |

在一篇1912年的論文中，他總結道：
|  | Das Prinzip der Konstanz der Lichtgeschwindigkeit kann nur insofern aufrechterhalten werden, als man sich auf für Raum-Zeitliche-Gebiete mit konstantem Gravitationspotential beschränkt.(光速恆定原理僅在引力勢能恆定的特定時空區域中成立。) |

但是，愛因斯坦推導出在太陽附近的光線偏轉為“將近一弧秒”，僅為後來其廣義相對論得到正確數值的一半。1919年，愛丁頓的測量驗證了廣義相對論的預測結果。但是愛因斯坦卻因其它原因放棄了光速可變理論。值得注意的是，他在1911年僅考慮了時間可變。在廣義相對論中，在不同的理論語境下，空間和時間的測量都可能受到附近質量的影響。

## 迪克1957年的嘗試和馬赫原理
1957年羅伯特·迪克提出了一種光速可變的引力理論。和愛因斯坦不同的是，迪克假設不僅光的頻率會變，其波長也會改變。因爲{\displaystyle c=\nu \lambda }，因此迪克理論中c的相對變化是愛因斯坦推導出的兩倍。迪克假定折射率{\displaystyle n={\frac {c}{c_{0}}}=1+{\frac {2GM}{rc^{2}}}}（公式5）並證明此公式同光偏轉的觀測值一致。在一篇與馬赫原理相關的評論中，Dicke指出公式5中的右邊那項很小，左邊的1也許“起源于宇宙中的其他物質”。 
在一個視界不斷膨脹的宇宙中，越來越多的質量對折射率有貢獻，因此迪克認爲宇宙中c隨時間而減慢，這給宇宙學的紅移提供了一個另一個解釋（p. 374）。應當指出的是，迪克的理論同國際單位制中的定義c=299792458米/秒並無衝突，因爲時間（秒）和長度（米）單位和皆可以變化（p. 366）。

## 其它與愛因斯坦和迪克理論有關的光速可變嘗試
雖然迪克提出了廣義相對論的替代理論，光速隨空間變化的概念並不違反廣義相對論。其實這個概念隱含在廣義相對論的坐標空間描述中。若干教科書中曾提及，比如威爾書中的公式6.14和6.15，以及溫伯格書中的公式9.2.5（{\displaystyle \phi }代表引力勢能-GM/r）：
```
“...注意光子速度是... 

  

    

      

        

          
|

        

        
u

        

          
|

        

        
=

        
1

        
+

        
2

        
ϕ

        
+

        
O

        
(

        

          
v

          

            
3

          

        

        
)

      

    

    
{\displaystyle |u|=1+2\phi +O(v^{3})}

  

”。
```

根據這個公式，有人提出了與廣義相對論所有已知測試結果相一致的光速可變模型，但在高階測試中仍有些差別。還有的模型聲稱能夠解釋等效原理，或者與狄拉克的大數假說有關聯。

## 作爲宇宙膨脹替代理論的現代光速可變理論
爲了解釋宇宙學中的視界問題并找到能解釋宇宙膨脹的新理論，讓-皮埃爾·伯蒂特于1988年、约翰·莫法特于1992年以及二人小組安德烈亚斯·阿尔布雷克特和若昂·马盖若于1998年獨立的提出了光速可變宇宙學理論。胡安·卡薩多等人也建立了一種新型的光速可變宇宙學模型。
在伯蒂特等的理論中，所有物理學常數協同變化而導致時間和空間標度因子的變化與c的變化同時發生。因此所有物理方程和物理常數在宇宙的演化中保持不變。愛因斯坦場方程因愛因斯坦常數中c和G的同時變化而保持不變。後來的模型將物理常數的變化限制在宇宙早期的更高能量密度，比如在輻射主控時期的起始階段，那時的時空等同于度槼共形平直的空間-熵。值得注意的是，雖然這是第一個公開發表、至今唯一一個不用改寫現代物理學公式的光速可變模型，伯蒂特等的論文在後世的光速可變文獻中很少得到引用。
莫法特和阿尔布雷克特-马盖若二人組理論之要義是在早期宇宙中光速可以是現在的1060倍，因此膨脹中宇宙的遙遠區域在宇宙開始時曾有時間相互所用。通過改變精細結構常數，視界問題目前尚無已知的解法，因爲其變化並不改變時空的因果結構。若要改變此因果結構，則必須通過變化牛頓引力常數或重新定義狹義相對論來變更引力。歷史上，光速可變宇宙學爲了繞過這一阻礙，提出以某種特定方式變化量綱量c以打破愛因斯坦的廣義及狹義相對論中的洛倫玆不變性。現代理論則保持了局域洛倫玆不變性。

## 其他的光速可變理論

### 虛光子
在某些量子場論的計算中，虛光子可以在短距離内以不同于光速的速度運動。但是，這並不意味著光速可以超越。有人宣稱量綱量c隨時間的變化其實沒有任何意義（非量綱量，比如精細結構常數隨時間的變化，是有意義的）。在某些有爭議的宇宙學理論中，光速還可以通過改變狹義相對論的假設來變化。

### 光子速度變化
光子傳遞電磁力，沒有靜止質量。經典物理學中，光子可以具有極小但存在的質量，和中微子一樣。這些光子可以以小於狹義相對論定義的光速運動，並可以在三個方向上極化。但在量子場論中，光子有質量的假設與規範不變性及可重整化性相悖，因此常被忽略。大質量光子的量子理論在用威爾森有效場論處理量子場論時可以成立。在這種方法中，根據光子質量由希格斯機制產生或由臨時插入普羅卡拉格朗日密度方程而產生，各種觀察/實驗所暗含的邊界條件也許不同。因此，光速不是一個常數。

### 量子理論中的光子速度變化
在量子場論中，海森堡測不准原理指出光子可以在短時間内以任何速度運動。在費曼圖中，這種光子被稱為虛光子，可以通過它們在質殼外運動而加以辨別。這種光子可以具有任何速度，包括超越光速。費曼說：
|  | :“光還有一個振幅，可以以快于（或慢于）慣常的光速運動。在上一節課裏你發現光並非以直線運動。現在，你會發現它並不以光速運動！你也許會驚訝光子還有一個振幅，可以以快于（或慢于）慣常的光速c運動。” |

但是這些虛光子並不違反因果律和狹義相對論，因爲它們無法直接觀測到，理論中也無法違反因果關係傳遞信息。費曼圖和虛光子並非是真實發生的物理過程，而是一種方便的計算工具（某些情形碰巧含有快于光速的速度向量）。

## 與其它常數以及其變化的關係

### 引力常數G
1937年，狄拉克和其他人開始研究如果自然常數隨時間變化可能造成的後果。比如，狄拉克提議牛頓引力常數以每年百億分之五的速率變化，以解釋引力相對弱于其他基本力。這被稱為狄拉克大數假說。
但是，費曼在他著名的物理學講座中指出，在過去40億年裏，根據對地球和太陽系的觀測，引力常數的變化極有可能小於狄拉克的預計（但這需要假定引力常數無法改變其它常數）。

### 精細結構常數α
一個研究組在研究遙遠類星體時，聲稱發現精細結構常數在十萬分之一水平上的變化。這一結果受到研究界的爭議。其他研究類星體的研究組稱在更高精度上沒有發現精細結構常數的變化。此外，有人在研究奧克洛天然核反應堆某些同位素丰度時，用更加嚴格的限定條件，結果也表明精細結構常數不存在變化。
保羅·戴維斯等人提出，理論上有可能分辨哪些構成精細結構常數的量綱常數（基本電荷、普朗克常數以及光速）導致其變化。但是，此說未被廣泛接受。

## 對光速可變理論的批判

### 無量綱量和量綱量
因爲量綱量會根據選擇不同的單位而變化，有人曾試圖説明這種量變化的實際意義。比如約翰·貝洛曾寫到：
|  | 我們從像精細結構常數α一樣的純數字界定這個世界中學到的重要一課是，它對於不同世界的含義是不同的。我們稱爲精細結構常數、以α表示的純數字，是基本電荷e、光速c和普朗克常數h的組合。起先我們也許會想一個擁有較慢光速的世界也許會是個不同的世界。但這會是個錯誤。如果c、h和e都發生了變化，它們以公制（或其他制）為單位的數值不同于我們在我們的物理常數表中查到的數值，但α的值仍是一個常數，那麽這個新的世界在觀測上將和我們的世界無法區分。在世界的定義上唯一重要的事情是自然無量綱常數的值。如果所有的質量都加倍（包括普朗克質量mP），你不會察覺，因爲任何質量比得到的純數值沒有改變。 |

任何物理定律的公式都可以通過量綱的對消而只剩下无量纲量，這被稱為无量纲化。另外，物理學者可以通過選擇單位使得物理常數c、G、ħ=h/(2π)、4πε0和kB數值為1，每一個物理量都可以以自己對應的普朗克單位歸一化。因此，有人認爲闡明一個量綱量的演化毫無意義。當物理定律的公式使用普朗克單位、无量纲化之後，具有量綱的物理常數如c、G、ħ、ε0和kB都不存在了。依照假定單位而變化的引力常數G，其相對應的無量綱量最終會變成普朗克質量和基本粒子質量的比值。某些與光速相關的重要無量綱量，比如精細結構常數和質子電子質量比，其變化是有意義的，仍然被研究所關注。

### 和c之定義的關係
對可變光速理論而言，如果國際單位制中米的定義回歸其1960年代以前的定義，即國際米原器的話，測定到的光速就會根據国际米原器長度的變化而變化。那麽c的變化就等于国际米原器與普朗克長度的無量綱比值的變化，或者國際單位制中秒同普朗克時間的無量綱比值的變化，或兩者兼而有之。如果構成国际米原器的原子數量保持不變（穩定的原型尺應當如此），那麽c的變化就等于普朗克長度與原子玻爾半徑的無量綱比值的變化，或者普朗克時間同一個銫-133原子震動週期的無量綱比值的變化，或兩者兼而有之。

### 對光速可變宇宙學的批評
喬治·埃利斯曾擔憂變化的光速將導致大部分現代物理學不得不重寫，因爲現存體系基本上建立于光速不變的基礎上。埃利斯稱，任何光速可變理論 1）必須重新定義距離的測量，2）必須給出廣義相對論中度規張量的新表達式，3）也許和洛倫玆不變性相衝突，4）必須修改麥克斯韋方程，5）必須和其他物理理論保持一致。這些判據是否適用於愛因斯坦1911年的理論和迪克1957年的理論尚有爭議。可變光速宇宙學仍然屬於非主流物理學。

## 外部連結
- The University of New South Wales, School of Physics, Is the speed of light constant? "Varying constants"（Beyond Relativity 2） （页面存档备份，存于）